# Braine-le-Château
Braine-Le-Château (en neerlandés Kasteelbrakel, en valón Brinne-Tchestea) es un municipio y una localidad belga situada en la Provincia del Brabante Valón. 
El 1 de enero de 2019, contaba con una población de 10.549 habitantes.

## Historia
El pueblo debe su nombre a un castillo feudal medieval de los siglos XI, XII, hoy destruido. El castillo actual junto con la iglesia se construyeron más tarde en el siglo XIII. 
Braine-Le-Château es un pueblo medieval donde aún quedan edificios de la época: la picota erigida en 1521 por Maximilien de Hornes, el chambelán de Carlos Quinto, el molino del siglo XII, la casa del bailío (alrededor de 1535).

## Geografía
Su superficie total es de 2269,80 ha, lo que da una densidad de población de 460,22 hab/km². Altitud : 50-151 metros. 

### Secciones del municipio
El municipio comprende los antiguos municipios, que se fusionaron en 1977:
| - Braine-le-Château - Wauthier-Braine |

Atraviesa el pueblo el río Hain.

## Demografía

### Evolución
Todos los datos históricos relativos al actual municipio, el siguiente gráfico refleja su evolución demográfica, incluyendo municipios después de efectuada la fusión el 1 de enero de 1977.
| Gráfica de evolución demográfica de Braine-le-Château entre 1846 y 2020 |
|                                                                         |

## Enlaces externos

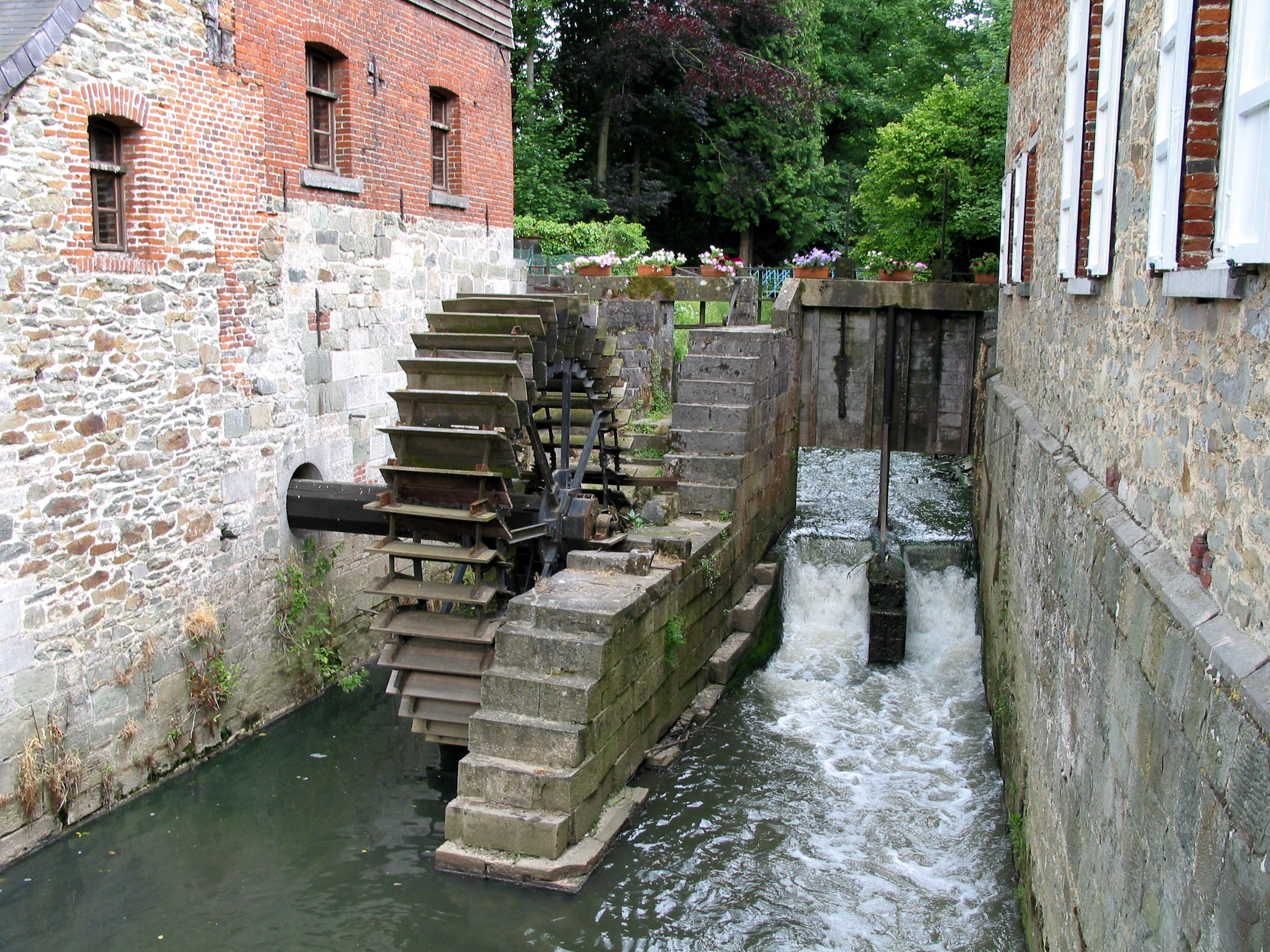
El molino.

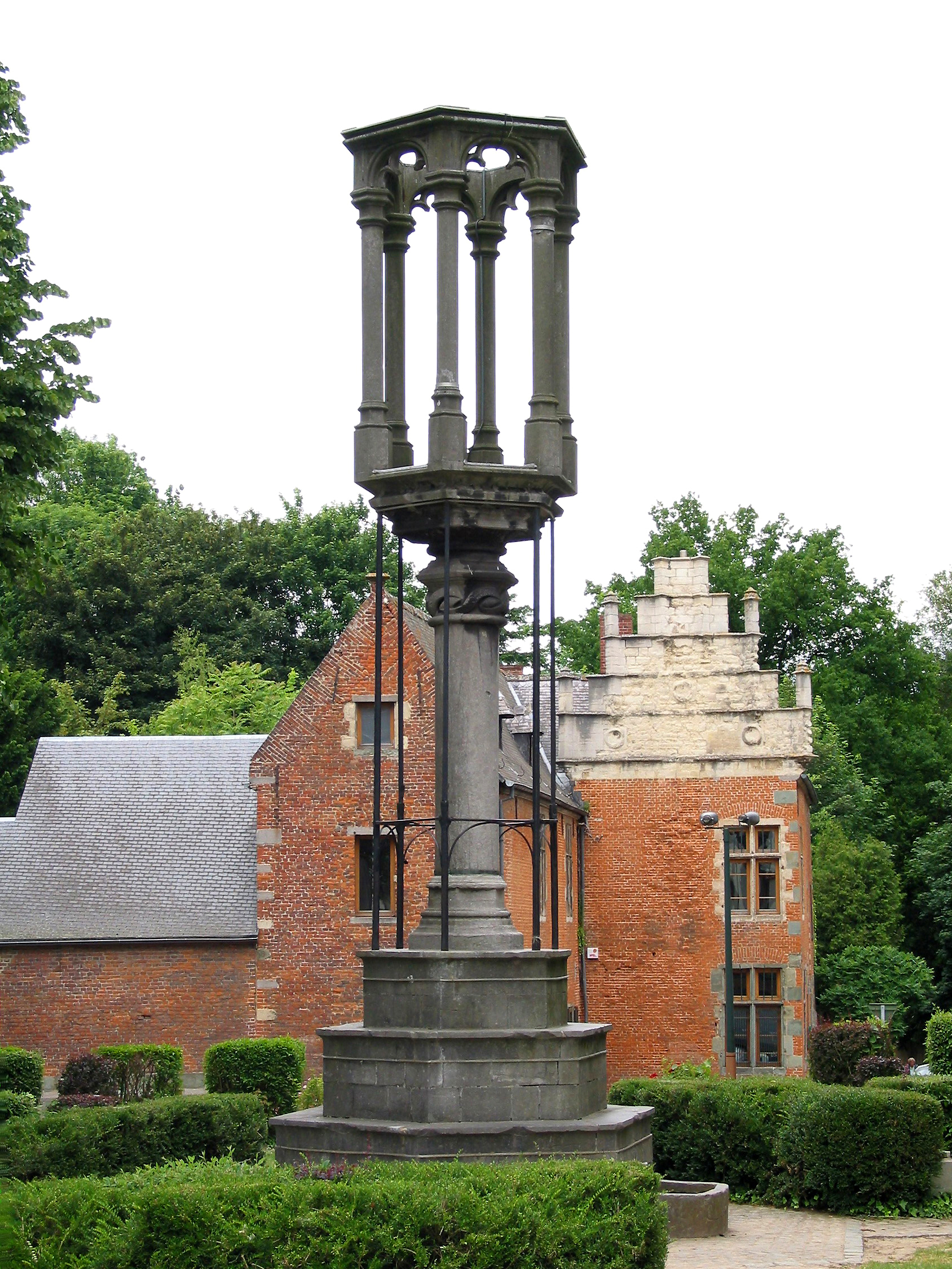
La picota y la casa del bailío.

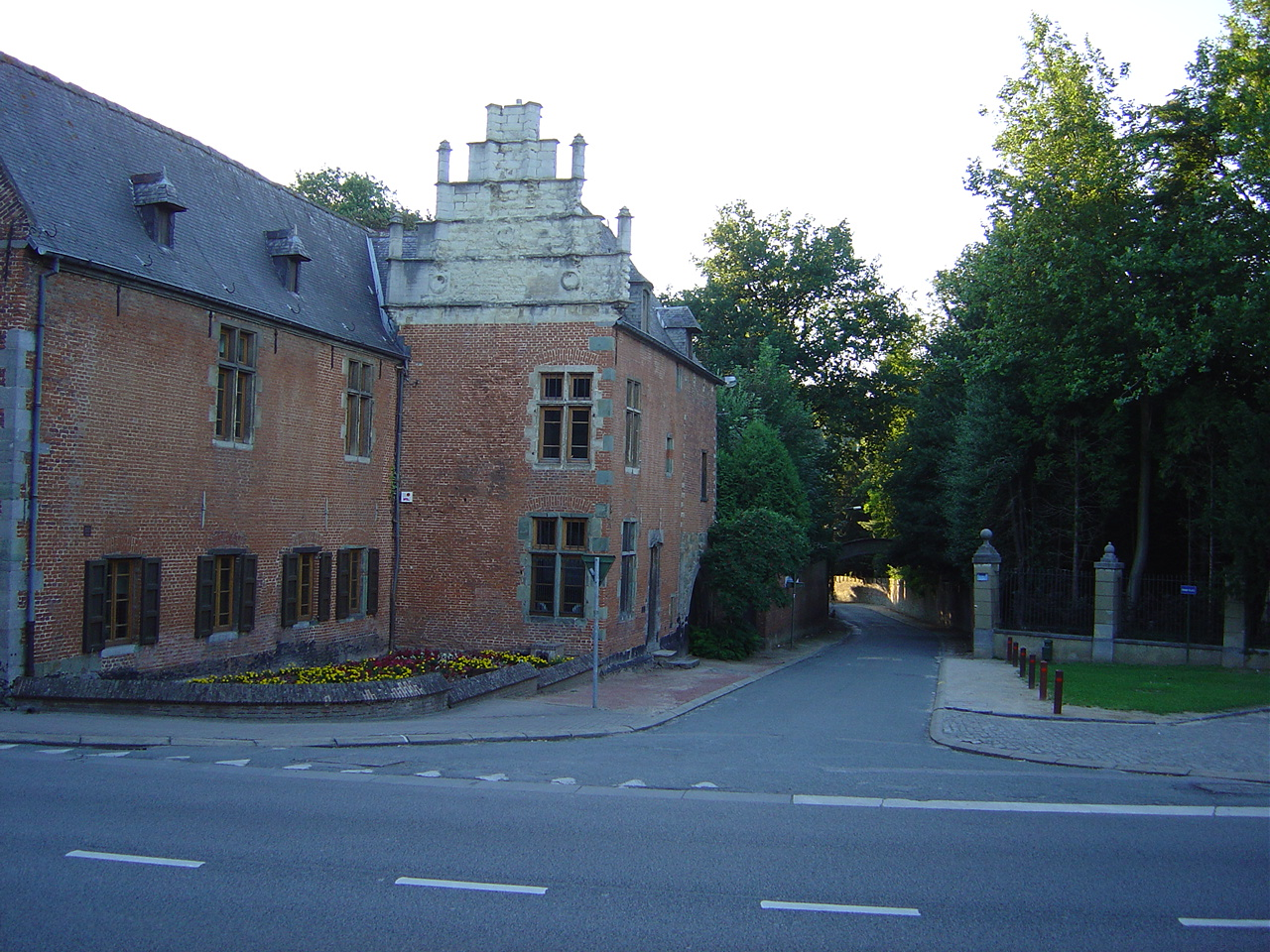
Casa del bailío

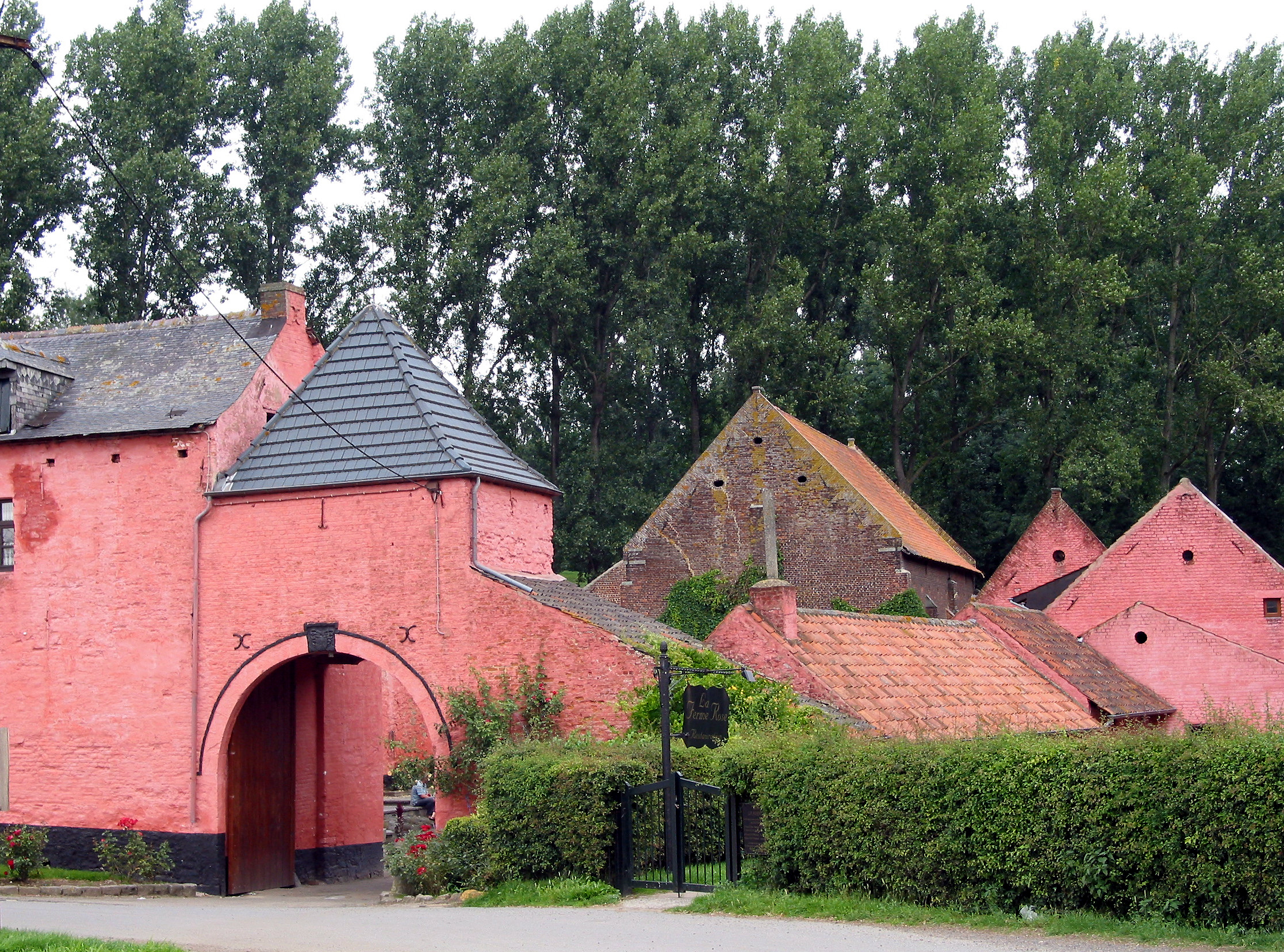
La granja Binchfort (Siglo XVI).